# George Ord
George Ord est un ornithologue américain, né le 4 mars 1781 à Philadelphie et mort le 24 janvier 1866.

## Biographie
Son père est un fabricant de cordes et Ord reprend l'affaire après la mort de son père en 1806. En 1829, il abandonne cette activité pour se consacrer entièrement aux sciences.
En 1815, il devient membre de l'Academy of Natural Sciences de Philadelphie et, deux ans plus tard, membre de l'American Philosophical Society. Il occupe des fonctions importantes dans ces deux sociétés. Ord décrit plusieurs spécimens de l'expédition Lewis et Clark notamment le grizzly et le pronghorn.
Il est l'ami et le partisan d'Alexander Wilson (1766-1813) et l'accompagne dans plusieurs de ses voyages. C'est Ord qui termine le huitième et le neuvième volume de l'ouvrage de Wilson, American Ornithology. Il publie une biographie de Wilson en 1828 ainsi que sur deux autres grands naturalistes : Thomas Say (1787-1843) en 1834 et Charles Alexandre Lesueur (1778-1846) en 1849. Il participe à l'augmentation du dictionnaire de Samuel Johnson (1709-1784) et à la première édition du dictionnaire de Noah Webster (1758-1843). Il s'oppose à John James Audubon (1785-1851), dont  il n'apprécie pas les illustrations et qu'il accuse d'avoir usurpé la place de Wilson.
Samuel Washington Woodhouse (1821-1904) lui a dédié l'espèce Dipodomys ordii, ou Rat-kangourou d'Ord.